# Mafumbo
Mafumbo ist ein Bezirk (Ward) des Distriktes Muleba in der tansanischen Region Kagera.

## Geografie
Mafumbo liegt im Nordwesten von Tansania westlich vom Victoriasee. Die Fläche des Bezirks beträgt 20,56 Quadratkilometer, bei der Volkszählung 2022 wohnten 5519 Menschen in 1320 Haushalten.

## Gliederung
Der Bezirk besteht aus drei Gemeinden (Mtaa) mit 16 Orten (Kitongoji):
| Mafumbo - Kaloilo - Bulili - Kagoye - Bubango - Butanyata - Minazi | Kashenge - Kashenge - Kitoma - Kanyinya - Bugonzi | Buyego - Nyamunda - Kyanshenje - Busimba - Buyego - Bwailagula - Lukindo |

## Infrastruktur
- Gesundheit: Im Bezirk befindet sich eine staatliche Apotheke, die unter anderem Malaria-Diagnose und -Erstbehandlung, HIV-Pflege und -Behandlung und Mutter-Kind-Pflege anbietet.[6]